# Ful·lerè C70
El ful·lerè C70, o (C70-D5h(6))[5,6]ful·lerè, és un al·lòtrop del carboni que pertany al grup dels ful·lerens i que té la fórmula molecular {\displaystyle {\ce {C70}}}. Està constituït per setanta àtoms de carboni enllaçats per enllaços dobles i simples alternats i formant una esfera deformada.

## Història

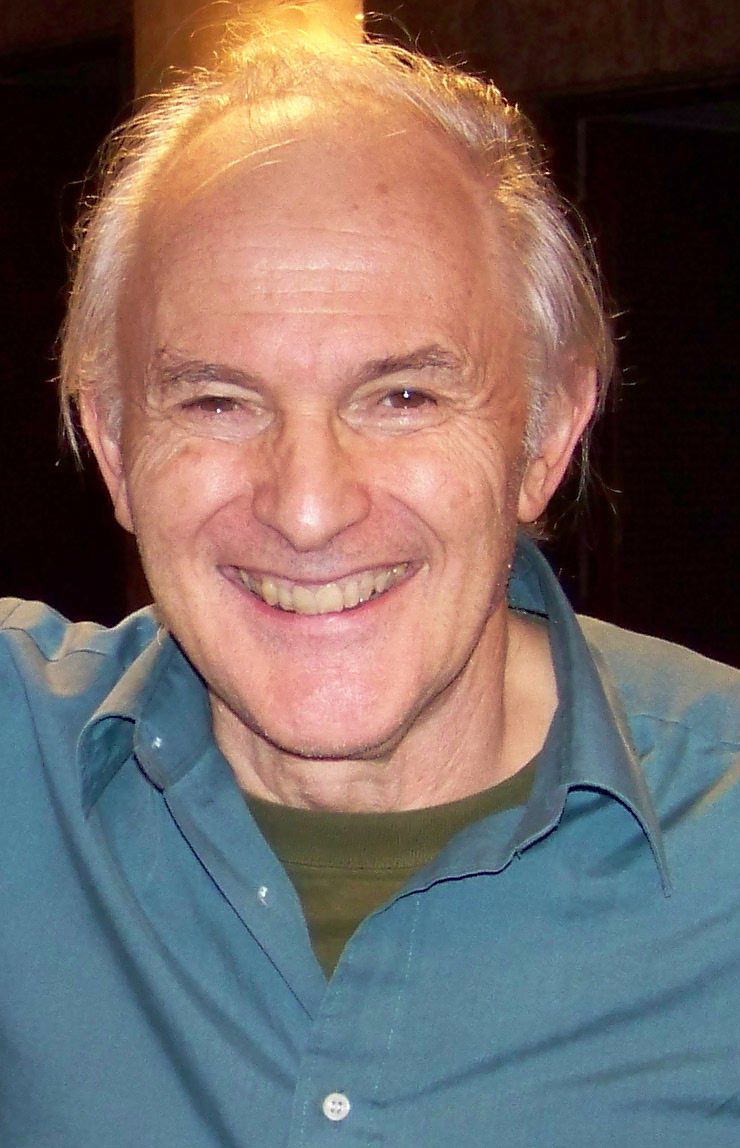
Harold Kroto (1939–2016)

Fins al 1985 es coneixien dos al·lòtrops de carboni: el diamant i el grafit. En el diamant els àtoms de carboni estan disposats tetraèdricament i en el grafit formen capes bidimensionals d'hexàgons entrellaçats.
El 1985 s'anuncià a la revista Nature el descobriment d'un tercer al·lòtrop de carboni format per molècules de fórmula C60 en forma d'icosàedre truncat, acompanyat d'altres molècules essent la més important la C70. Els seus descobridors, el químic anglès Harold Kroto (1939–2016) de la Universitat de Sussex, i els estatunidencs Robert Curl (1933) i Richard Smalley (1943–2005), de la Universitat de Rice a Houston, EUA, foren guardonats amb el Premi Nobel de Química de 1996.
Kroto tenia interès en les molècules trobades a l'espai interestel·lar que es poden identificar a partir dels seus espectres de microones, comparant els senyals obtinguts de l'espai exterior amb els mesurats per a compostos coneguts al laboratori. Estava especialment interessat en els poliins (molècules amb diversos enllaços triples carboni-carboni) que són difícils de sintetitzar. El 1984, Kroto inicià una col·laboració amb Smalley i Curl a Houston que tenien un instrument constituït per un làser que podia expulsar cúmuls d'àtoms d'objectius sòlids i després conduir-los a un espectròmetre de masses on podien mesurar les seves masses moleculars. Kroto esperava que si s'utilitzava un objectiu de grafit, petites seccions de capes de grafit podrien reordenar-se en poliins, els espectres dels quals es podrien mesurar.

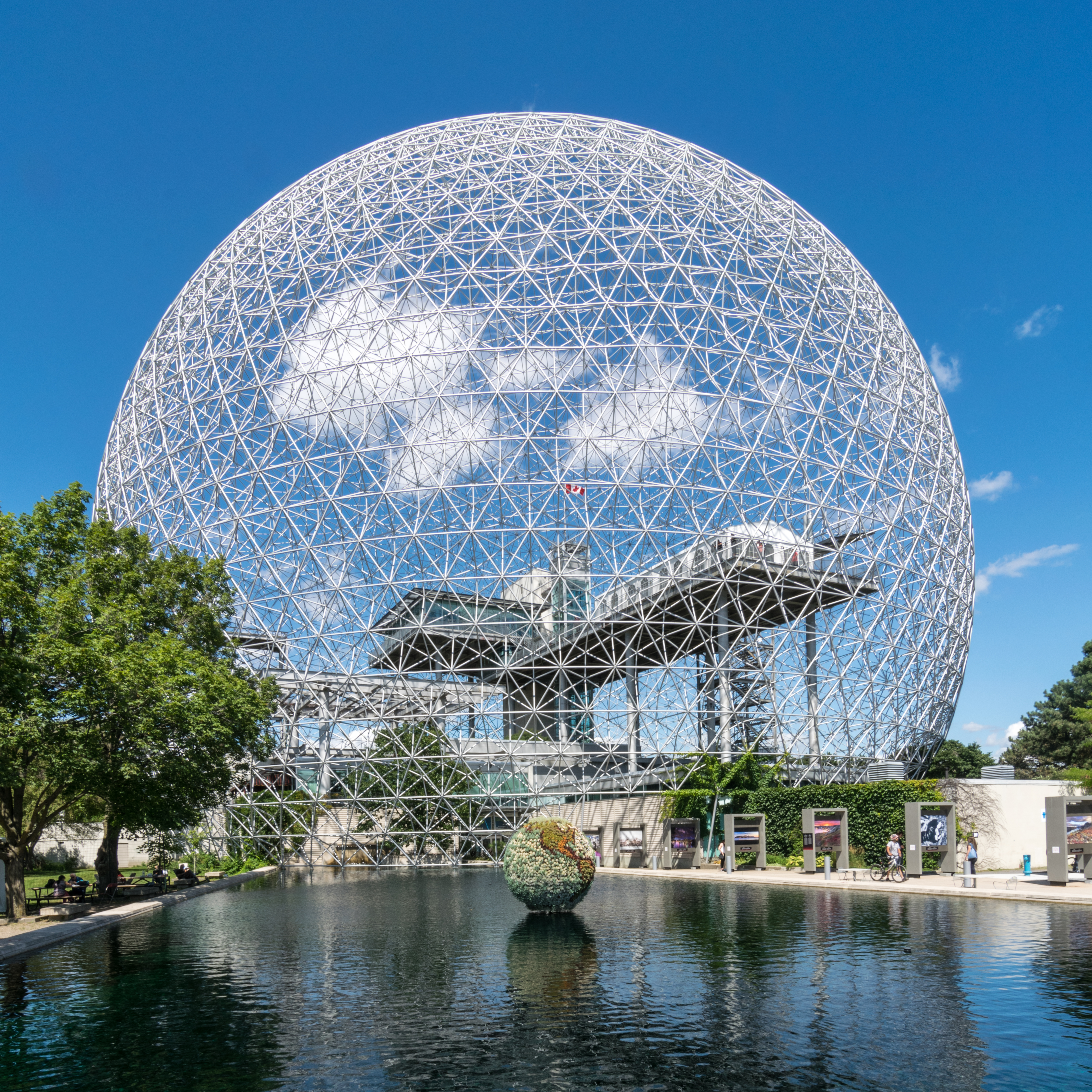
Museu Biosfera de Mont-real, cúpula de Richard Buckminster Fuller.

En els experiments realitzats es van obtenir grups d'àtoms de carboni i es van trobar pics inesperadament grans amb masses corresponents a C60 i C70. S'esperava que les làmines de grafit, en què els àtoms de carboni estan disposats en hexàgons, fossin molt inestables perquè tindrien una gran quantitat «enllaços penjants» amb electrons no aparellats a les vores. Inspirat en estructures de cúpula geodèsica formades per hexàgons dissenyats per l'arquitecte estatunidenc Richard Buckminster Fuller (1895–1993), l'equip començà a considerar la possibilitat que una làmina d'hexàgons de grafit pogués enrotllar-se en una forma esfèrica perquè tots els «enllaços penjants» poguessin connectar-se. Tanmateix, el treball amb models moleculars demostrà que això era impossible si tots els àtoms estaven units en hexàgons. Kroto recordà una esfera celeste feta de formes de cartó que havia construït per als seus fills i creia que contenia pentàgons. Amb els models demostraren que es podia fer una forma esfèrica amb 20 hexàgons i 12 pentàgons. Un recompte ràpid d'enllaços demostrà que aquesta estructura era químicament raonable, ja que cada àtom de carboni estava formant quatre enllaços covalents: un doble i dos senzills que, segons el president del Departament de Matemàtiques de la Universitat de Rice era una pilota de futbol i l'anomenaren buckminsterful·lerè en honor a l'arquitecte Buckminster Fuller.
L'estructura de la molècula {\displaystyle {\ce {C70}}} fou determinada el 1991 per un equip dirigit per Robert D. Johnson i arribaran a la conclusió que si el buckminsterful·lerè ressemblava una pilota de futbol, el ful·lerè C70 ressemblava una pilota de rugbi.

## Estructura

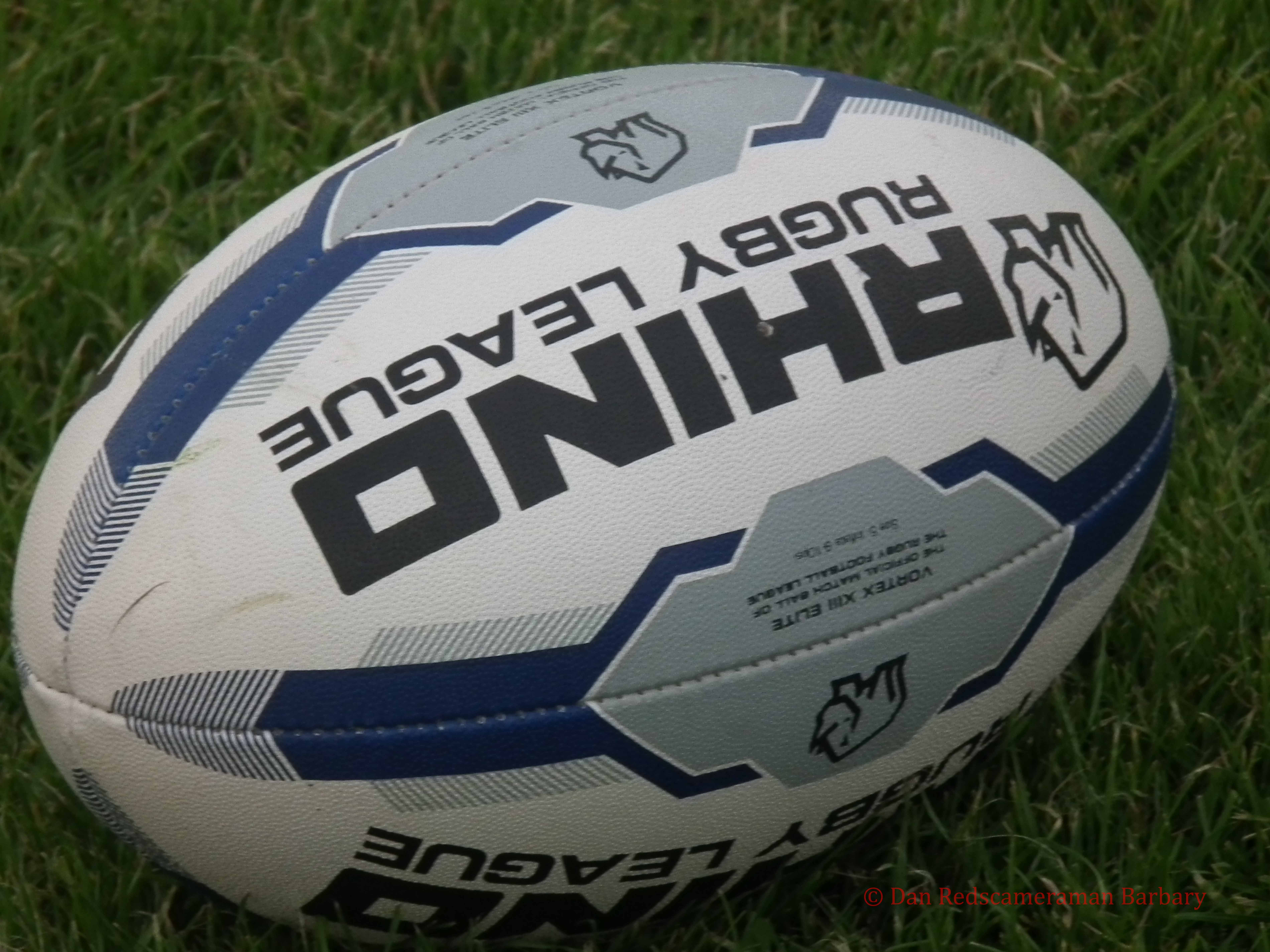
Pilota de rugbi.

La molècula {\displaystyle {\ce {C70}}} té una simetria D5h. És un el·lipsoide que consta de 20 anells hexagonals i 12 pentagonals com a base d'una estructura de gàbia tancada de simetria icosaèdrica amb un àtom de carboni als vèrtexs de cada polígon i un enllaç al llarg de cada vora del polígon. El diàmetre equatorial de l'el·lipsoide, la distància més curta entre dos punts oposats, mesura 717,8(50) pm, i la distància entre els pentàgons situats als pols, la més llarga, val 790,6(64) pm.
La molècula {\displaystyle {\ce {C70}}} té dues longituds d'enllaç, els enllaços d'anell 6:6 es poden considerar «dobles enllaços» i són més curts que els enllaços 6:5. La seva estructura és similar a la de la molècula del buckminsterful·lerè {\displaystyle {\ce {C60}}} (20 hexàgons i 12 pentàgons), però té un cinturó de 5 hexàgons inserit a l'equador. El {\displaystyle {\ce {C70}}} no és «superaromàtic», ja que tendeix a evitar els dobles enllaços als anells pentagonals, donant lloc a una mala deslocalització d'electrons. Com a resultat, el {\displaystyle {\ce {C70}}} es comporta com un alquè amb deficiència d'electrons i reacciona fàcilment amb espècies riques en electrons. Els factors d'enllaç geodèsic i electrònic de l'estructura expliquen l'estabilitat de la molècula. La molècula té vuit longituds d'enllaç que oscil·len entre 0,137 i 0,146 nm. Cada àtom de carboni de l'estructura està unit de manera covalent amb 3 altres.